# آئرونکا ال-۱۶
آئرونکا ال-۱۶ (به انگلیسی: Aeronca_L-16) یک هواگرد ملخ‌پیشین تک‌موتوره از نوع ارتباطی ساخت شرکت Aeronca است. در مجموع، تعداد ۶۰۹ فروند از این هواگرد ساخته شده‌است.